# Kampanologie

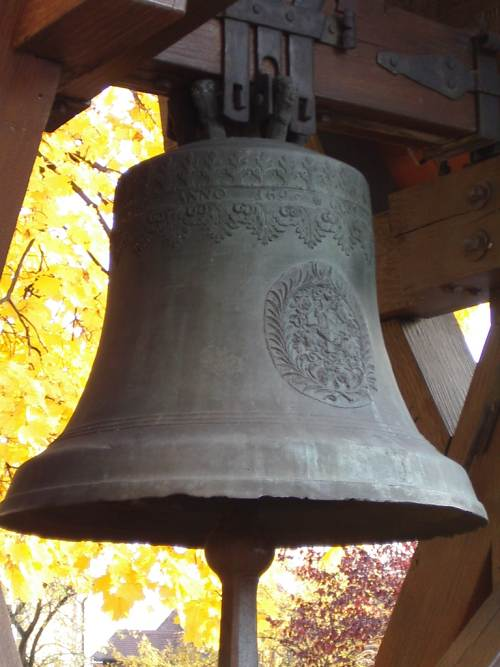
Barokní zvon z roku 1695

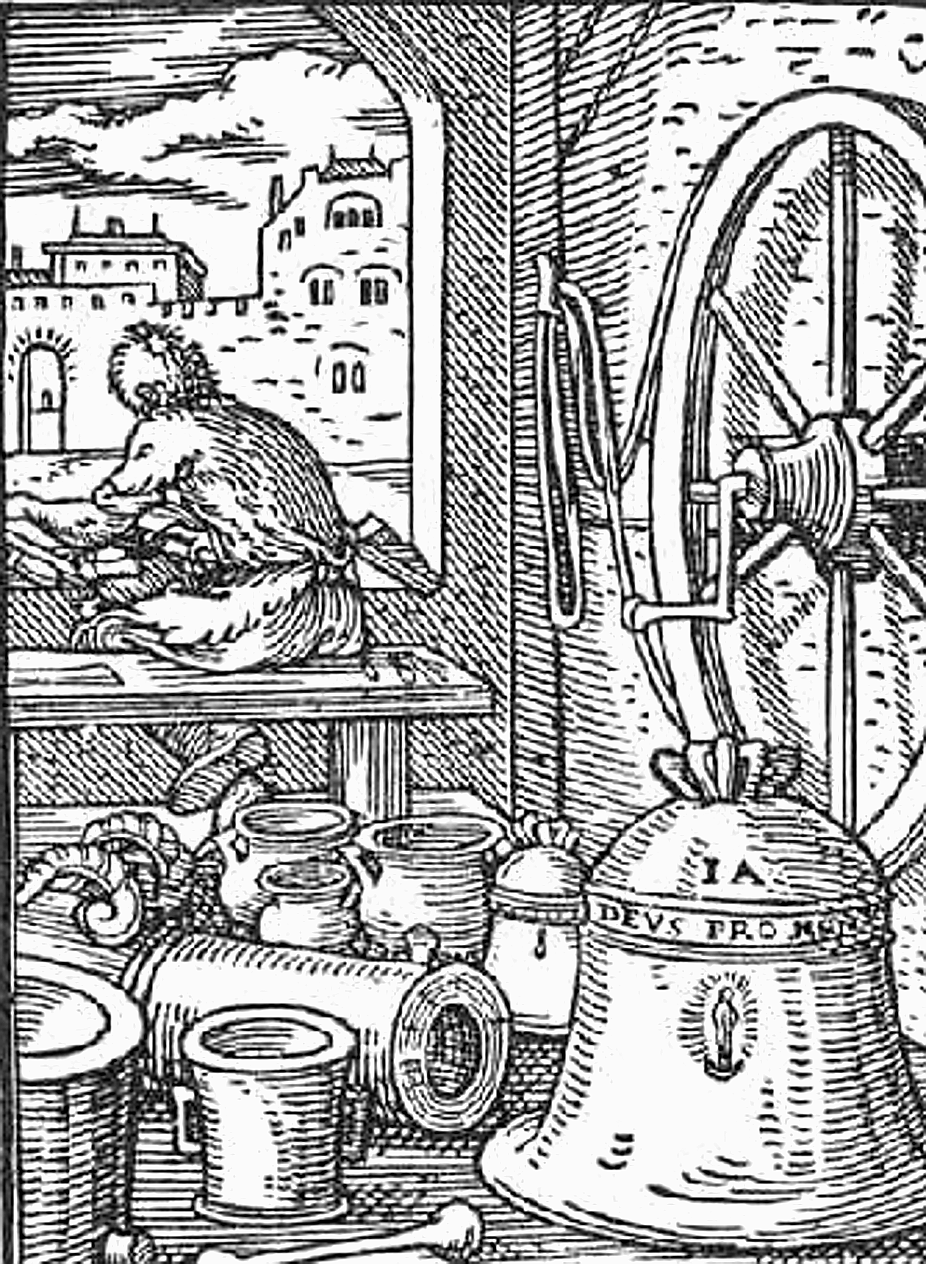
Zvonařská dílna v roce 1568

Kampanologie (z latinského campana – zvon) je věda o zvonech. Zabývá se vznikem, vývojem, výzdobou, funkcí a akustikou zvonů, metodami jejich výroby a ladění a způsoby, jak na ně hrát. V praxi se tento termín používá spíše v souvislosti s prací s relativně velkými věžními zvony, než menšími soustavami např. ručních zvonků. Někdy bývá přiřazována k pomocným vědám historickým.